# Syllitus cassiniae
Syllitus cassiniae là một loài bọ cánh cứng trong họ Cerambycidae.